# Rolleston (Leicestershire)
Rolleston is een civil parish in het bestuurlijke gebied Harborough, in het Engelse graafschap Leicestershire.